# ليفي جونسون
ليفي جونسون (بالإنجليزية: Levi Johnson)‏ هو لاعب كرة قدم أمريكية أمريكي، ولد في 30 أكتوبر 1950 في كوربوس كريستي في الولايات المتحدة.

## وصلات خارجية
- ليفي جونسون على موقع مرجع كرة القدم المحترفة.كوم (الإنجليزية)